# ダウン (映画)
『ダウン』（原題：Down）は、2001年にアメリカで製作されたホラー映画。1983年にオランダで製作されたホラー映画、『悪魔の密室』のリメイク作品。

## ストーリー
マンハッタンに建造された超高層ビル「ミレニアム」。最新鋭の技術が備わったこのビルで、ある日突然、エレベーターが誤作動を起こす。その報せを受け派遣されたエンジニアのマークは、そのエレベーターに潜む異様な何かを感じ、これから起こる不吉な出来事を予感するのであった。その予感は現実となり、エレベーターが原因の様々な事故が発生する。立て続けに起こる残酷な事故を不思議に思った女性記者のジェニファーは、マークと共に調査を進めるが、そこで驚くべき真相を知る。

## キャスト
| 役名                       | 俳優                       | 日本語吹替 | 日本語吹替   |
| 役名                       | 俳優                       | ソフト版   | テレビ東京版 |
| -------------------------- | -------------------------- | ---------- | ------------ |
| ジェニファー・エヴァンス   | ナオミ・ワッツ             | 魏涼子     | 深見梨加     |
| マーク・ニューマン         | ジェームズ・マーシャル     | 内田夕夜   | 関俊彦       |
| ジェフリー                 | エリック・サール           | 山野井仁   | 寺杣昌紀     |
| ギュンター・スタインバーグ | マイケル・アイアンサイド   | 中田譲治   | 有本欽隆     |
| ミリガン                   | エドワード・ハーマン       | 佐々木梅治 | 菅生隆之     |
| マクベイン警部補           | ダン・ヘダヤ               | 手塚秀彰   | 小山武宏     |
| ミッチェル                 | ロン・パールマン           | 廣田行生   | 斎藤志郎     |
| アンディ警備員             | マーティン・マクドゥーガル | 石井隆夫   | 星野充昭     |
| ゲイリー警備員             | ジョン・カリアーニ         | 桜井敏治   |              |
| フェイス                   | デヴィッド・グウィリム     | 桜井敏治   |              |
| ダンキンズ                 | ピーター・バンクス         | 広瀬正志   |              |
| マーフィ                   | ウィリアム・ヴァンダーパイ | 広瀬正志   |              |
| チップ                     | グレッグ・ショア           | 村治学     |              |
| ティム                     | エリック・マイヤーズ       | 多田野曜平 |              |

- その他の声の吹き替え（DVD）：藤貴子／薬師寺種子／甲斐田裕子／隈本吉成／中國卓郎／斉藤貴美子／本美奈子／葛谷知花／遠藤真
- テレビ東京版：初回放送2005年6月16日「木曜洋画劇場」

## スタッフ
- 監督：ディック・マース
- 製作：ローレンス・ギールス、ディック・マース
- 製作総指揮：ウィリアム・S・ギルモア
- 脚本：ディック・マース
- 撮影：マーク・フェルペルラン